# تحسانت (التوامة)
تحسانت هي إحدى مشيخات المملكة المغربية، تتبع جغرافيا لإقليم الحوز وإداريًا لالتوامة. يقدر عدد سكانها بـ 3561 نسمة حسب الإحصاء الرسمي للسكان والسكنى لسنة 2004.